# 葛巢甫
葛巢甫（？—？），又作巢父，东晋後期著名靈寶派道士，丹陽句容（今日江蘇）人，为葛洪之曾孙，道教《靈寶經》的主要作者。相傳內中經文為葛玄傳給鄭隱，鄭隱傳給葛洪，後轉傳予葛巢甫。

## 生平
陶弘景《真诰·翼真檢》记载：葛巢甫「造构灵宝，風教大行」，並傳授予任延慶與徐靈期二人，《靈寶經》從此廣為流傳，成為六朝道教的主要經典。